# アンタナナリボ州
アンタナナリボ州(アンタナナリボしゅう、Antananarivo Province)は、マダガスカル中央部の州。面積58,283 km²、人口 5,370,900人（2004年）。州都はアンタナナリボ。

## 隣接州
北をマジュンガ州、東をトアマシナ州、南をフィアナランツァ州、西をトゥリアラ州と接する。マダガスカル国内で唯一、海に面していない内陸の州である。

## 地方行政区画
バキナンカラチャ地域圏
1. アンバトランピ
3. アンドラマシナ
9. Antanifotsy
10. アンツィラベ農村部
11. アンツィラベ市
13. ベタフ
14. Faratsiho
イタシ地域圏
12. Arivonimamo
17. ミアリナリブ
18. Soavinandriana
ブングラバ地域圏
5. アンカゾベ
15. Fenoarivobe
19. ツィロアノマンディディ
アナラマンガ地域圏
2. Ambohidratrimo
4. Anjozorobe
6. アンタナナリボ-Atsimondrano
7. アンタナナリボ-Avaradrano
8. アンタナナリボ-Renivohitra
16. Manjakandriana